# Robbie Robinson
Robert Robinson Belmar (Camden, 17 dicembre 1998) è un ex calciatore cileno con cittadinanza statunitense, di ruolo attaccante.

## Caratteristiche tecniche
È un'ala sinistra.

## Carriera

### Club
Cresciuto nel settore giovanile del Charleston Battery, nel 2017 firma un contratto professionistico e fa il suo debutto in occasione del match di Lamar Hunt U.S. Open Cup perso 3-2 contro l'Atlanta United; nello stesso anno entra nella Clemson University e gioca per la squadra locale dei Clemson Tigers.
Nel Draft MLS del 2020 viene selezionato dall'Inter Miami, ed il 1º marzo debutta in MLS nel match perso 1-0 contro il Los Angeles FC.

### Nazionale
Nato negli Stati Uniti da madre cilena e padre statunitense, il 23 agosto 2021 riceve la convocazione da parte del CT della nazionale cilena Martín Lasarte; dopo aver ricevuto i documenti per la naturalizzazione ed il passaporto cileno, il 1º settembre abbandona il ritiro a causa di alcune perplessità sulla scelta della nazionale da rappresentare.

## Statistiche
Statistiche aggiornate al 12 settembre 2021.

### Presenze e reti nei club
| Stagione        | Squadra            | Campionato      | Campionato | Campionato | Coppe nazionali | Coppe nazionali | Coppe nazionali | Coppe continentali | Coppe continentali | Coppe continentali | Altre coppe | Altre coppe | Altre coppe | Totale | Totale | Totale |
| Stagione        | Squadra            | Comp            | Pres       | Reti       | Comp            | Pres            | Reti            | Comp               | Pres               | Reti               | Comp        | Pres        | Reti        | Pres   | Reti   |        |
| --------------- | ------------------ | --------------- | ---------- | ---------- | --------------- | --------------- | --------------- | ------------------ | ------------------ | ------------------ | ----------- | ----------- | ----------- | ------ | ------ | ------ |
| 2017            | Charleston Battery |                 | 0          | 0          | USCup           | 1               | 0               |                    | -                  | -                  |             | -           | -           | 1      | 0      |        |
| 2020            | Inter Miami        | MLS             | 12         | 0          |                 | -               | -               |                    | -                  | -                  |             | -           | -           | 12     | 0      |        |
| 2021            | Inter Miami        | MLS             | 13         | 4          |                 | -               | -               |                    | -                  | -                  |             | -           | -           | 13     | 4      |        |
| Totale carriera | Totale carriera    | Totale carriera | 25         | 4          |                 | 1               | 0               |                    | -                  | -                  |             | -           | -           | 26     | 4      |        |

## Palmarès
- Leagues Cup: 1

Inter Miami: 2023